# معركة المدينة المنورة
معركة المدينة المنورة وقعت سنة 1227هـ/1812م بعد معركة وادي الصفراء بين العثمانيين بقيادة طوسون باشا والوهابيين بقيادة حاكم المدينة المنورة مسعود بن مضيان الظاهري.

## أحداثها

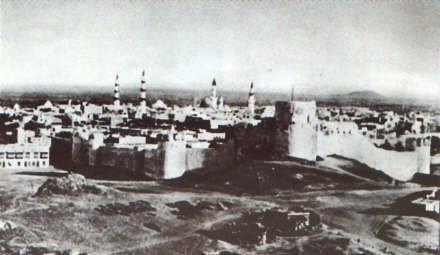
جزء من سور المدينة المنورة سنة 1890م

بدأ طوسون باشا بعد هزيمته في وادي الصفراء سنة 1226هـ بالتحضير لحملة جديدة هدفها السيطرة على المدينة المنورة؛ ففي سنة 1227هـ قدم من مصر عن طريق البحر أحمد آغا الخازندار مع الأموال والعدد والعدة على رأس جيش كثيف جهزه محمد علي باشا والي مصر دعما للقوات العثمانية المرابطة في ينبع والتي عليها ابنه طوسون باشا. تحركت القوات العثمانية بعد تأمين ينبع إلى المدينة المنورة وقد استولت في طريقها على وادي الصفراء وقراه وبلدان حرب دون قتال باستمالة أهلها بالمال، ونزلوا بالمدينة المنورة منتصف شوال سنة 1227هـ/1812م وضربوا عليها الحصار؛ وسدوا عنها الماء؛ ونصبوا عليها المدافع والقنابر الكبار؛ وهدموا ناحية قلعة البلد؛ ذلك أنه عندما استعصت المدينة بأسوارها وقوة تحصيناتها أمر طوسون باشا -قائد الحملة العثمانية- قواته بحفر سراديب تحت سور المدينة ناحية قلعة البلد وثوروا فيه البارود وأشعلوا فيه النار فانهار السور واندفعت القوات العثمانية على من كان فيها؛ وقد كان بالمدينة المنورة من الحامية الوهابية عدد من جميع النواحي جعلهم فيها إمام الدولة السعودية الأولى سعود الكبير بن عبد العزيز آل سعود أثناء قفوله من الحج سنة 1226هـ؛ حيث وضع فيها سبعة آلاف مقاتل إلى جانب الآلاف من القوات المرابطة فيها من أهلها تحسبا لهجوم محتمل. في تلك الأثناء قام بعض أهل المدينة بفتح باب البلد فانكسرت القوات الوهابية المرابطة فيها وانهارت صفوفهم وكثر الرمي والقتل فيهم عند فجوة السور المنهار ومن داخل البلد فانحازوا لقلعة المدينة المحصنة وذلك لتسعة مضين من ذي القعدة؛ فأخذت قوات طوسون باشا في ضرب القلعة بالمدافع حتى طلب من كان فيها المصالحة بعد أيام؛ فأنزلوهم منها بالأمان على أن يغادروا المدينة فغادروها بعد شهر من بدئ المعركة التي امتدت من منتصف شهر شوال إلى منتصف ذي القعدة تقريبا؛ وقد هلك بعد خروجهم الكثير جوعا ومرضا وقد قدرت خسائر الحامية الوهابية بأربعة آلاف قتيل من أهل عسير وبيشة والحجاز وجنوبه وأهل نجد.

## إعدام حاكم المدينة المنورة
أُسر حاكم المدينة المنورة المعين من قبل الدولة السعودية الأولى مسعود بن مضيان الظاهري وتم إرساله إلى الأستانة عاصمة الدولة العثمانية حيث تم إعدامه؛ في حين عُين أحمد آغا نظير جهوده في المعركة -والذي كان قد أرسله محمد علي باشا لمرافقة ابنه طوسون باشا- أميرا على المدينة المنورة.

## الإمام سعود الكبير يحصن درب مكة - المدينة
حج الإمام سعود الكبير حجته التاسعة والأخيرة وقد بلغه سقوط المدينة المنورة قبل دخول مكة المكرمة فاجتمع عليه أهل الأحساء وعمان ونجد والحجاز وتهامة وغيرهم، والتقى بابنه عبدالله وأمره أن ينزل بمن معه وادِي مرّ بالقرب من مكة شمالا لحمايتها ولتكون مكة قاعدة يجتمعون فيها إن انهزموا؛ كما اجتمع بشريف مكة غالب بن مساعد مرارا وأهدى إليه هدايا وأعطاه عطايا جزيلة كما أخذ عليه العهد أن لا يخونه أو يغدر به؛ كما كسا الكعبة المشرفة بالديباج والقيلان الأسود والحرير ووضع بمكة المكرمة بعض الجند المخلصين له ورجع إلى الدرعية -عاصمة الدولة السعودية الأولى- للتحضير لمعاقبة القبائل التي غدرت به والتي سلمت مواقعها المحصنة بين ينبع والمدينة المنورة كموقع وادي الصفراء الإستراتيجي.

## الشريف غالب بن مساعد يتواصل مع العثمانيين
بعد انقضاء موسم الحج وعودة سعود الكبير للدرعية، قام الشريف غالب بن مساعد بمراسلة قوات محمد علي باشا عارضا عليهم تسليم جدة ومكة المكرمة دون قتال؛ عندها وقع بعبد الله بن الإمام سعود الكبير ما أوحشه من الشريف غالب وأحس بغدر الأخير، فاستظهر جنوده المخلصين له بمكة المكرمة وعجلوا بالخروج منها؛ عندها قام الإمام سعود الكبير بتجريد حملتين الأولى بقيادة ابنه فيصل بن سعود الكبير لنجدة المرابطين ناحية مكة الذين أخذوا يناوشون ويتنقلون بين الطائف وعبيلاء ورنية واستقروا بتربة؛ والثانية خرج هو على رأسها من عشرين ألف مقاتل في آخر ربيع سنة 1228هـ قاصدا جهة المدينة المنورة لمعاقبة القبائل التي غدرت به وأيضا لمحاولة قطع الطريق بين المدينة المنورة والإمدادات القادمة من جهة مصر؛ فنزل الحناكية شرق المدينة المنورة وهزم من فيها؛ وسار منها حتى بلغ جبل أحد فأغارت عليه خيالة العثمانيين وحاولوا استدراجه لأسوار المدينة فتركهم وأخذ يهاجم القبائل التي غدرت به ويستفرد بها حتى بلغ الصفراء فأحرق نخيلها؛ ثم سار على الحرة ونزل على أهل بلد السوارقية فهزمهم وأحرق نخيلهم. في تلك الأثناء وفي شهر شعبان اجتمع العثمانيون بقيادة طوسون باشا ومصطفى بك مع الشريف غالب في مكة المكرمة بعد أن سلم الأخير لهم جدة ومكة دون قتال؛ وبعد أن وصلت السفن العثمانية مدينة جدة الساحلية من جهة مصر محملة بالإمدادات الكبيرة؛ سار مصطفى بك قاصدا تربة شرق مكة؛ البلدة المحصنة التي لجأ إليها أهل نجد بعد خروجهم من مكة والتي خرج فيصل بن سعود الكبير لنجدة من فيها؛ فحاصرها مصطفى بك لثلاثة أيام وأخذ يضربها بالمدافع حتى أقبل مدد من أهل بيشة وغيرهم لفك الحصار؛ فناوشوا العثمانيين حتى أوقعوهم في أحد الكمائن وكسروهم ففر مصطفى بك مع قواته لمكة واحتمى بها مع الشريف غالب وطوسون باشا؛ عندها قرر محمد علي باشا أن بتولى قيادة الجبهة بنفسه وسار لمكة سنة 1228هـ.